# Moscadello di Montalcino DOC
Unter der Bezeichnung Moscadello di Montalcino werden liebliche weiße Weine in der italienischen Gemeinde Montalcino in der Provinz Siena (Toskana) erzeugt. Sie besitzen seit 1984 den Status einer „kontrollierten Herkunftsbezeichnung“ Denominazione di origine controllata (kurz DOC), die zuletzt am 7. März 2014 aktualisiert wurde. Vom gleichen Anbaugebiet stammen auch der Brunello di Montalcino, ein DOCG-Wein sowie der Rosso di Montalcino DOC und der Sant’Antimo DOC, der nach der nahe gelegenen Abtei Sant’Antimo benannt ist.

## Erzeugung
Der Wein wird in drei verschiedenen Typologien angeboten:
- Tranquillo: Stillwein
- Frizzante: Perlwein und
- Vendemmia Tardiva: Spätlese

Folgende Rebsorten dürfen für die Herstellung verwendet werden:
- 85–100 % Moscato Bianco (Gelber Muskateller)
- 0–15 % andere weiße Rebsorten, die für den Anbau in der Region Toskana zugelassen sind

## Anbau
Die Weine dürfen ausschließlich auf dem Gemeindegebiet von Montalcino, Provinz Siena in der Toskana erzeugt werden.
Der Höchstertrag für Tranquillo und Frizzante darf 100 Doppelzentner pro Hektar nicht überschreiten. Für die Vendemmia Tardiva (Spätlese) liegt der Maximalertrag bei nur 50 Doppelzentnern pro Hektar. Er entsteht aus getrockneten Trauben, die einer zusätzlichen Trocknung unterzogen wurden.

## Beschreibungen
gemäß der Denomination:

### Moscadello di Montalcino Tranquillo
- Farbe: strohgelb
- Geruch: charakteristisch, zart, frisch und anhaltend
- Geschmack: aromatisch, süß, harmonisch, charakteristisch für die Muskatellertrauben
- Alkoholgehalt: mindestens 10,5 Vol.-%, mit einem Rest von mindestens 4,5 % potentiellem Alkoholgehalt
- Säuregehalt: mind. 4,5 g/l
- Trockenextrakt: mind. 17,0 g/l

### Moscadello di Montalcino Frizzante
- Perlage: fein und lebhaft
- Farbe: strohgelb
- Geruch: charakteristisch, zart, frisch und anhaltend
- Geschmack: aromatisch, süß, harmonisch, charakteristisch für die Muskatellertrauben
- Alkoholgehalt: mindestens 10,5 Vol.-%, mit einem Rest von mindestens 4,5 % potentiellem Alkoholgehalt
- Säuregehalt: mind. 4,5 g/l
- Trockenextrakt: mind. 17,0 g/l

### Moscadello di Montalcino Vendemmia Tardiva
- Farbe: von strohgelb bis goldgelb
- Geruch: charakteristisch, zart und anhaltend
- Geschmack: aromatisch, süß und harmonisch
- Alkoholgehalt: mindestens 15,0 Vol.-%, mit einem Rest von mindestens 3,5 % potentiellem Alkoholgehalt
- Säuregehalt: mind. 4,0 g/l
- Trockenextrakt: mind. 24,0 g/l